# Hennadiy Avdyeyenko
Hennadiy Valentynovych Avdyeyenko (em ucraniano: Геннадій Валентинович Авдєєнко) (Odessa, 4 de novembro de 1963) é um antigo atleta ucraniano de salto em altura. Ganhou a medalha de ouro nos Jogos Olímpicos de 1988, representando então a União Soviética.
Foi campeão soviético de salto em altura em 1987 e 1988 e o seu recorde pessoal é de 2.38 m, marca que lhe valeu os títulos mundial e olímpico que detém.